# Dracula vespertilio
Dracula vespertilio  é uma espécie de orquídea epífita de crescimento cespitoso cujo gênero é proximamente relacionado às Masdevallia, parte da subtribo Pleurothallidinae. Esta espécie encontra-se dispersa desde a Nicarágua até o noroeste do Equador, onde habita florestas úmidas e nebulosas das montanhas.